# Lake Diefenbaker
Lake Diefenbaker är en reservoar i Kanada.   Den ligger i provinsen Saskatchewan, i den södra delen av landet, 2 400 km väster om huvudstaden Ottawa. Lake Diefenbaker ligger 551 meter över havet. Arean är 58 kvadratkilometer. Den sträcker sig 13,3 kilometer i nord-sydlig riktning, och 21,3 kilometer i öst-västlig riktning.
Trakten runt Lake Diefenbaker består i huvudsak av gräsmarker. Trakten runt Lake Diefenbaker är nära nog obefolkad, med mindre än två invånare per kvadratkilometer.